# Veldlopen
Veldlopen, ook wel crosscountry of cross genoemd, is een niet-olympische langeafstandsloop over onverhard terrein. Een veldloopwedstrijd leidt over een 3-12 kilometer lang onverhard parcours. Meestal is er sprake van eenzelfde start- en finishlijn en worden er een of meerdere ronden gelopen. Het aantal deelnemers aan een wedstrijd kan uiteenlopen van enkele tientallen tot vele duizenden lopers. Een veldloop wordt meestal gelopen in de herfst of winter.

## Wedstrijden
Belangrijke veldloopwedstrijden in Nederland waarin ook buitenlandse atleten aan de start verschijnen, zijn de Warandeloop in Tilburg (jaarlijks in november), de Abdijcross in Kerkrade en de Sylvestercross in Soest (jaarlijks op oudejaarsdag). Een ander gerenommeerd evenement, de Duindigtcross in Wassenaar is in de jaren negentig ter ziele gegaan. In België is er de Crosscup, een regelmatigheidscriterium.
De eerste internationale veldloopwedstrijd, de Cross des Nations, vond in 1889 tussen Frankrijk en Engeland plaats en geldt als de voorloper van het huidige wereldkampioenschap.

## Veldlopers
Veldlopers zijn veelal middellange en langeafstandslopers, die het veldlopen aangrijpen als training voor hun 3000 m, 5000 m, 10.000 m en de halve marathon.

## Bekende atleten
Verschillende atleten hebben drie of meer individuele titels tijdens de wereldkampioenschappen veldlopen gewonnen: Carlos Lopes deed dit als eerste, John Ngugi was de eerste man die vijfmaal won en Paul Tergat was de eerste die vijfmaal op rij wist te winnen. Kenenisa Bekele was de eerste man, die vijf jaar op rij zowel de korte als de lange afstand wist te winnen. Het veldlopen wordt gedomineerd door Oost-Afrikanen, met name Ethiopiërs en Kenianen.

### Mannen
- Eric De Beck  België
- Atelaw Bekele  België
- Kenenisa Bekele  Ethiopië
- Tariku Bekele  Ethiopië
- Tom Van Hooste  België
- Serhij Lebid  Oekraïne
- Carlos Lopes  Portugal
- John Ngugi  Kenia
- Willy Polleunis  België
- Leon Schots  België
- Paul Tergat  Kenia

### Vrouwen
- Vivian Cheruiyot  Kenia
- Tirunesh Dibaba  Ethiopië
- Lornah Kiplagat  Nederland
- Edith Masai  Kenia
- Derartu Tulu  Ethiopië
- Gete Wami  Ethiopië
- Grete Waitz  Noorwegen